# Campeonato Paulista de Futebol - Série A2
O Campeonato Paulista de Futebol - Série A2 equivale ao segundo nível do futebol de São Paulo. Acima desta divisão, está somente a principal, a Série A1, que reúne os principais clubes do estado.
A Série A2 é mais popularmente conhecida como "Segunda Divisão", justamente por representar o segundo nível dos clubes. O torneio recebeu a denominação de A2 a partir de 1994.

## Participantes em 2025
| - Capivariano (Capivari) - Ferroviária (Araraquara) - Grêmio Prudente (Presidente Prudente) - Juventus-SP (São Paulo) - Ituano (Itu) - Linense (Lins) - Oeste (Barueri) - Portuguesa Santista (Santos) | - Primavera (Indaiatuba) - Rio Claro (Rio Claro) - São Bento (Sorocaba) - São José-SP (São José dos Campos) - Santo André (Santo André) - Taubaté (Taubaté) - Votuporanguense (Votuporanga) - XV de Piracicaba (Piracicaba) |  |

## História

### Seção B e o surgimento da Divisão inferior
O primeiro registro de uma divisão inferior no Campeonato Paulista remonta a 1916, quando a Liga Paulista de Foot-Ball concorria com a Associação Paulista de Esportes Atléticos pela hegemonia na organização do campeonato estadual de futebol. Ambas as ligas estavam aceitando novos membros ano a ano, inflando seus campeonatos. Isto inclusive levou a LPF a admitir o Hydecroft Foot-Ball Club de Jundiaí em 1914, o qual foi o primeiro clube do interior do estado a disputar o chamado  Paulistão.

### O fim da LPF e o início da Segunda Divisão da APEA
Finda a LPF, a APEA tem a hegemonia na organização do Paulistão, mas não aceita inflar o campeonato, apenas juntando todos os clubes na mesma divisão.
A partir de 1917, então, concomitantemente ao chamado Paulistão, é organizado um torneio paralelo e independente com clubes órfãos da LPF, agora afiliados por falta de opção à APEA. Um torneio definido como de nível inferior ou intermediário batizado oficialmente de "Segunda Divisão".
Apenas alguns dos clubes que disputaram o Paulistão da LPF disputam a Segunda Divisão: o União Lapa Futebol Clube, do bairro da Lapa, o Minas Gerais Futebol Clube do bairro do Brás, o Grêmio Atlético Vicentino, o Ítalo Foot-ball Club, da colônia italiana, e o Payssandu Futebol Clube. O Corinthians, que também disputou o torneio da LPF é admitido na primeira divisão da APEA devido à sua popularidade. O Minas Gerais acabou campeão, mas não havia acesso na época.
A APEA organizou campeonatos da atual Série A2 de 1917 até 1934 ininterruptamente, denominando o torneio de "Segunda Divisão" entre 1917 e 1927; e de "Primeira Divisão" entre 1928 e 1934, além dos campeonatos do interior entre 1918 e 1934.

### Segundas divisões paralelas
Com a nova cisão do futebol paulista em 1926, surge um campeonato paulista paralelo ao da APEA: o da Liga dos Amadores de Futebol, organizado entre 1926 e 1929. Este campeonato também tinha uma divisão inferior que em suas quatro temporadas foi denominado de "Primeira Divisão" ou "Série Intermediária", além das divisões do interior.
Ainda houve uma Divisão do Interior da extinta FPF em 1934 (que não é a atual FPF), a Divisão Intermediária da nova LPF em 1935 (que se transformou na LFESP mais tarde), e o Campeonato Amador da Capital da FPFA entre 1936 a 1940.

### A Divisão Intermediária da LFESP
Nos anos de 1938, 1939 e 1940 a Liga de Futebol do Estado de São Paulo organizou uma divisão inferior para o futebol paulista, marcada pelos poucos clubes (5 ou 6) e participação de clubes da capital ou do Grande ABCD.

### A atual Série A2 definitiva
Com o surgimento da Federação Paulista de Futebol em 1941, a qual organiza até hoje o Campeonato Paulista, teve início algumas divisões paralelas como a Divisão Principal de Amadores na capital entre 1941 e 1946 e uma Divisão do Interior entre 1942 e 1946. E logo surgiu a Segunda Divisão profissional em 1947, de forma definitiva, exigindo ascenso e descenso entre a divisão principal a partir da edição de 1948. A atual série A2 se tornou praticamente em um verdadeiro campeonato paulista do interior, logo exigindo o surgimento de divisões inferiores a ela para conter tantos afiliados.
Ela já recebeu várias denominações nesse período quais sejam: "Divisão Profissional do Interior" em 1947, "Segunda Divisão Profissional" de 1948 a 1959, "Primeira Divisão Profissional" de 1960 a 1976, "Divisão Intermediária" de 1977 a 1979, "Segunda Divisão" de 1980 a 1986, "Divisão Especial" de 1987 a 1990, novamente de "Divisão Intermediária" de 1991 a 1993 e "Primeira Divisão - Série A2" desde 1994.

### As homologações de diversos campeões
No ano de 2021 a Federação Paulista de Futebol lançou uma enciclopédia contando os 125 anos de história do futebol paulista, e assim, homologou 104 títulos estaduais de diversos clubes, em atividade e extintos, considerando as diversas ligas e séries/divisões já disputadas, que passaram a fazer parte de suas divisões atuais.

## Campeões
Todas as edições do Campeonato Paulista da Série A2 (segundo nível) reconhecidas pela Federação Paulista de Futebol, com as competições realizadas entre 1916 e 1946 tendo sido homologadas retroativamente a partir de 2021. 

### Campeonato Paulista - Série A2 (Segunda Divisão)
| Ano  | Org.  | Nomenclatura                                  | Campeão                                    | Vice-campeão                               | Terceiro colocado                  | Quarto colocado                      |
| ---- | ----- | --------------------------------------------- | ------------------------------------------ | ------------------------------------------ | ---------------------------------- | ------------------------------------ |
| 1916 | LPF   | Seção B                                       | União Brasil                               | Antarctica                                 | Athlético Brasil                   | União Fluminense                     |
| 1917 | APEA  | Segunda Divisão                               | Minas Gerais                               | União Fluminense                           | Desconhecido                       | Desconhecido                         |
| 1918 | APEA  | Segunda Divisão                               | União Fluminense                           | União Brasil                               | Desconhecido                       | Desconhecido                         |
| 1918 | APEA  | Campeonato do Interior                        | Taubaté                                    | Comercial                                  | Desconhecido                       | Desconhecido                         |
| 1919 | APEA  | Segunda Divisão                               | União Fluminense                           | Ruggerone                                  | Itália                             | Barra Funda                          |
| 1919 | APEA  | Campeonato do Interior                        | Paulista                                   | XV de Piracicaba                           | Desconhecido                       | Desconhecido                         |
| 1920 | APEA  | Segunda Divisão                               | Sírio                                      | União Cambucy                              | Graphica Paulista                  | Antarctica                           |
| 1920 | APEA  | Divisão do Interior                           | Corinthians Jundiaiense                    | Sanjoanense                                | Desconhecido                       | Desconhecido                         |
| 1921 | APEA  | Segunda Divisão                               | Independência                              | Graphica Paulista                          | CA Audax                           | União Belém                          |
| 1921 | APEA  | Divisão do Interior                           | Paulista                                   | Comercial                                  | Rio Branco-SP                      | Taubaté                              |
| 1922 | APEA  | Segunda Divisão                               | Graphica Paulista                          | CE América (como Flor do Ypiranga)         | Independência                      | Primeiro de Maio                     |
| 1922 | APEA  | Divisão do Interior                           | Rio Branco-SP                              | Sanjoanense                                | Taubaté                            | América - SR                         |
| 1923 | APEA  | Segunda Divisão                               | CA Audax                                   | Independência                              | Graphica Paulista                  | Antarctica                           |
| 1923 | APEA  | Campeonato do Interior                        | Rio Branco-SP                              | Sorocabano                                 | Francana                           | Paulista                             |
| 1924 | APEA  | Segunda Divisão                               | Independência                              | CE América (como CA Sílex)                 | Primeiro de Maio                   | Antarctica                           |
| 1925 | APEA  | Segunda Divisão                               | CE América (como CA Sílex)                 | Primeiro de Maio                           | Antarctica                         | Independência                        |
| 1925 | APEA  | Divisão do Interior                           | Velo Clube                                 | Sorocabano                                 | EC Elvira                          | Rio Branco-SP                        |
| 1926 | APEA  | Segunda Divisão                               | Primeiro de Maio                           | República                                  | São Geraldo                        | Barra Funda                          |
| 1926 | APEA  | Divisão do Interior                           | EC Elvira                                  | XV de Jaú                                  | Velo Clube                         | Operário - RP                        |
| 1926 | LAF   | Segunda Divisão                               | Atlético Sant'Anna                         | União Lapa                                 | Oriental                           | Territorial Paulista                 |
| 1926 | LAF   | Campeonato do Interior                        | Taubaté                                    | Lemense                                    | Carioba                            | Agudos                               |
| 1927 | APEA  | Segunda Divisão                               | Voluntários da Pátria                      | Juventus (como Cotonifício Rodolfo Crespi) | Flor do Belém                      | União Belém                          |
| 1927 | APEA  | Campeonato do Interior                        | Botafogo-SP                                | Votorantim (como Savoia)                   | Radium                             | XV de Jaú                            |
| 1927 | LAF   | Primeira Divisão - Série Intermediária        | União Lapa                                 | União Fluminense                           | Oriental                           | São Geraldo                          |
| 1927 | LAF   | Campeonato do Interior                        | Ponte Preta                                | Hepacaré                                   | Inter de Limeira                   | Esperança                            |
| 1927 | LAF   | Divisão Santista - Série Principal            | Jabaquara (como Hespanha FC "Extra")       | Glorioso                                   | Brasil FC                          | Atlético Santista "Extra"            |
| 1928 | APEA  | Primeira Divisão                              | CE América (como CA Sílex)                 | República                                  | CA São Bernardo                    | Albion (como São Paulo Alpargatas)   |
| 1928 | APEA  | Divisão do Interior                           | São Caetano EC                             | Botafogo-SP                                | Radium                             | Velo Clube                           |
| 1928 | LAF   | Divisão Intermediária                         | União Fluminense                           | São Geraldo                                | Paulista de Aniagens               | Oriental                             |
| 1928 | LAF   | Divisão do Interior - Região Paulista         | Rio Claro                                  | Inter de Limeira                           | Ipiranga - CPS                     | XV de Piracicaba                     |
| 1928 | LAF   | Divisão do Interior - Região Mogiana          | Amparo                                     | SC Itapira                                 | AA Pinhalense                      | -                                    |
| 1928 | LAF   | Divisão do Interior - Região Central          | Taubaté                                    | Cachoeira FC                               | Hepacaré                           | Cruzeiro-SP                          |
| 1928 | LAF   | Divisão Santista                              | Brasil FC                                  | Jabaquara (como Hespanha FC "Extra")       | Bahia FC                           | Atlético Santista "Extra"            |
| 1929 | APEA  | Primeira Divisão                              | Juventus (como Cotonifício Rodolfo Crespi) | República                                  | Albion (como São Paulo Alpargatas) | Roma                                 |
| 1929 | APEA  | Divisão do Interior                           | Floresta AC                                | Ipiranga de Jundiaí                        | Desconhecido                       | Desconhecido                         |
| 1929 | LAF   | Divisão Intermediária                         | São Geraldo                                | União Vasco da Gama                        | CA Brasil                          | Indianópolis                         |
| 1929 | LAF   | Divisão do Interior - Região Paulista-Mogiana | Rio Claro                                  | AA Pinhalense                              | XV de Piracicaba                   | -                                    |
| 1929 | LAF   | Divisão do Interior - Região Litoral          | Brasil FC                                  | Botafogo de Santos                         | Bahia                              | Jabaquara (como Hespanha FC "Extra") |
| 1930 | APEA  | Primeira Divisão                              | Antarctica                                 | Albion (como São Paulo Alpargatas)         | Roma                               | República                            |
| 1930 | APEA  | Campeonato do Interior                        | Amparo                                     | Paulista                                   | XV de Jaú                          | Desconhecido                         |
| 1931 | APEA  | Primeira Divisão                              | Albion (como São Paulo Alpargatas)         | Antarctica                                 | São Caetano EC                     | Ordem e Progresso                    |
| 1931 | APEA  | Campeonato do Interior                        | XV de Piracicaba                           | CA Cravinhos                               | Desconhecido                       | Desconhecido                         |
| 1932 | APEA  | Primeira Divisão                              | Albion                                     | Luzitano                                   | Cama Patente                       | Ítalo Brasileiro                     |
| 1932 | APEA  | Divisão do Interior - Série Campineira        | Guarani                                    | Ponte Preta                                | Desconhecido                       | Desconhecido                         |
| 1932 | APEA  | Divisão do Interior - Série Santista          | Portuguesa Santista                        | Jabaquara (como Hespanha FC)               | Brasil FC                          | Portuários                           |
| 1933 | APEA  | Primeira Divisão                              | Fábricas Orion                             | Ítalo Brasileiro                           | Ordem e Progresso                  | Ramenzoni                            |
| 1933 | APEA  | Série Campineira                              | Ponte Preta                                | Desconhecido                               | Desconhecido                       | Desconhecido                         |
| 1933 | APEA  | Série Santista                                | Portuguesa Santista                        | EC Bandeirantes                            | Portuários                         | Jabaquara (como Hespanha FC)         |
| 1934 | APEA  | Primeira Divisão                              | Ordem e Progresso                          | Cama Patente                               | São Caetano EC                     | Humberto I                           |
| 1934 | APEA  | Série Campineira                              | Campinas FC                                | Bonfim FC                                  | Desconhecido                       | Desconhecido                         |
| 1934 | APEA  | Série Santista                                | Portuguesa Santista                        | Brasil FC                                  | EC Bandeirantes                    | Portuários                           |
| 1934 | FPF   | Divisão do Interior                           | Ferroviária de Pindamonhangaba             | Teciguará                                  | Desconhecido                       | Desconhecido                         |
| 1935 | LPF   | Divisão Intermediária                         | Albion                                     | Nacional (como São Paulo Railway)          | Desconhecido                       | Desconhecido                         |
| 1936 | FPFA  | Campeonato Amador da Capital                  | Sírio                                      | Tietê-São Paulo                            | Indiano                            | Mackenzie                            |
| 1937 | FPFA  | Campeonato Amador da Capital                  | AA Guanabara                               | Tietê-São Paulo                            | Indiano                            | Sírio                                |
| 1938 | LFESP | Divisão Intermediária                         | Tramway Cantareira                         | Corinthians de Santo André                 | União Vasco da Gama                | Primeiro de Maio                     |
| 1938 | FPFA  | Campeonato Amador da Capital                  | Sírio                                      | AA Guanabara                               | Indiano                            | Funcionários Públicos                |
| 1939 | LFESP | Divisão Intermediária                         | Corinthians de Santo André                 | EC São Bernardo                            | São Caetano EC                     | Cerâmica São Caetano                 |
| 1939 | FPFA  | Campeonato Amador da Capital                  | Sírio                                      | Araguaia                                   | Desconhecido                       | Desconhecido                         |
| 1940 | LFESP | Divisão Intermediária                         | São Caetano EC                             | Cerâmica São Caetano                       | EC São Bernardo                    | União Vasco da Gama                  |
| 1940 | FPFA  | Campeonato Amador da Capital                  | Santo Amaro                                | Sírio                                      | Estudantes Paulista                | Indiano                              |
| 1941 | FPF   | Divisão Principal de Amadores                 | Santo Amaro                                | Desconhecido                               | Desconhecido                       | Desconhecido                         |
| 1942 | FPF   | Divisão Principal de Amadores                 | Light & Power                              | Lapeaninho                                 | AA Guanabara                       | CA das Bandeiras                     |
| 1942 | FPF   | Divisão do Interior                           | Taubaté                                    | Bauru AC (como Luzitana FC)                | Pirassununguense                   | Ferroviária de Botucatu              |
| 1943 | FPF   | Divisão Principal de Amadores                 | CE América                                 | União Vasco da Gama                        | Sorocabana                         | Lapeaninho                           |
| 1943 | FPF   | Divisão do Interior                           | Noroeste                                   | Guarani                                    | Taubaté                            | Taquaritinga                         |
| 1944 | FPF   | Divisão Principal de Amadores                 | União Vasco da Gama                        | Ícaro AC                                   | CA Penhense                        | Lapeaninho                           |
| 1944 | FPF   | Divisão do Interior                           | Guarani                                    | São Bento de Marília                       | Desconhecido                       | Desconhecido                         |
| 1945 | FPF   | Divisão Principal de Amadores                 | São Cristovão                              | Ícaro AC                                   | CA Penhense                        | Lapeaninho                           |
| 1945 | FPF   | Divisão do Interior                           | Batatais                                   | Ponte Preta                                | Agudos FC                          | Frigorífico FC                       |
| 1946 | FPF   | Divisão Principal de Amadores                 | Santo Amaro                                | Lapeaninho                                 | CA Penhense                        | União Vasco da Gama                  |
| 1946 | FPF   | Divisão do Interior                           | Bauru                                      | Guarani                                    | Votorantim                         | Cruzeiro-SP                          |

#### Títulos na era profissional
A partir da Era Profissional, o segundo nível do futebol paulista contou com as seguintes denominações:
- 1947 a 1959: Segunda Divisão
- 1960 a 1976: Primeira Divisão
- 1977 a 1979: Divisão Intermediária
- 1980 a 1986: Segunda Divisão
- 1987 a 1990: Divisão Especial
- 1991 a 1993: Divisão Intermediária
- Desde 1994: Série A2

Abaixo, a lista dos campeões:
- a. ^  Conquistou o título de forma invicta.[5]
- b. ^  O Paulista adotou o nome de Etti Jundiaí de 1998 a 2002 devido a uma parceria com a Parmalat.

Notas
1. 1 2 3 4 5 6 7  Não houve partida final. Foi disputado em pontos corridos.
2. 1 2 3 4 5 6  Não houve partida final. Foi disputado um hexagonal final para decidir a equipe que seria promovida para a Série A no ano seguinte.
3. 1 2  Não houve partida final. Foi disputado um octogonal final para decidir a equipe que seria promovida para a Série A no ano seguinte.
4. 1 2  Não houve partida final. Foi disputado um eneagonal final para decidir a equipe que seria promovida para a Série A no ano seguinte.
5. 1 2  Não houve partida final. Foi disputado um triangular final para decidir a equipe que seria promovida para a Série A no ano seguinte.
6. 1 2 3 4 5 6 7 8 9 10 11 12 13 14 15 16 17  Não houve partida final. Foi disputado um quadrangular final para decidir a equipe que seria promovida para a Série A no ano seguinte.
7. ↑  Não houve partida final por conta da falta de datas por conta da paralisação para a Copa do Mundo FIFA de 2010

#### Títulos por equipe
| Clube                            | Títulos                                 | Cidade                |
| -------------------------------- | --------------------------------------- | --------------------- |
| Taubaté                          | 6 (1918, 1926, 1928, 1942, 1954 e 1979) | Taubaté               |
| XV de Piracicaba                 | 6 (1931, 1947, 1948, 1967, 1983 e 2011) | Piracicaba            |
| Santo André                      | 5 (1975, 1981, 2008, 2016 e 2019)       | Santo André           |
| Guarani                          | 4 (1932, 1944, 1949 e 2018)             | Campinas              |
| Noroeste                         | 4 (1943, 1953, 1970 e 1984)             | Bauru                 |
| Paulista                         | 4 (1919, 1921, 1968 e 2001)             | Jundiaí               |
| Ponte Preta                      | 4 (1927, 1933, 1969 e 2023)             | Campinas              |
| Portuguesa Santista              | 4 (1932, 1933, 1934 e 1964)             | Santos                |
| Sírio †                          | 4 (1920, 1936, 1938 e 1939)             | São Paulo             |
| Albion †                         | 3 (1931, 1932 e 1935)                   | São Paulo             |
| América                          | 3 (1957, 1963 e 1999)                   | São José do Rio Preto |
| CE América †                     | 3 (1925, 1928 e 1943)                   | São Paulo             |
| Araçatuba                        | 3 (1973, 1991 e 1994)                   | Araçatuba             |
| Ferroviária                      | 3 (1955, 1966 e 2015)                   | Araraquara            |
| Inter de Limeira                 | 3 (1978, 1996 e 2004)                   | Limeira               |
| Portuguesa                       | 3 (2007, 2013 e 2022)                   | São Paulo             |
| Santo Amaro †                    | 3 (1940, 1941 e 1946)                   | São Paulo             |
| São Caetano                      | 3 (2000, 2017 e 2020)                   | São Caetano do Sul    |
| União Fluminense †               | 3 (1918, 1919 e 1928)                   | São Paulo             |
| Amparo                           | 2 (1928 e 1930)                         | Amparo                |
| Botafogo                         | 2 (1927 e 1956)                         | Ribeirão Preto        |
| Brasil FC †                      | 2 (1928 e 1929)                         | Santos                |
| Capivariano                      | 2 (2014 e 2025)                         | Capivari              |
| Independência †                  | 2 (1921 e 1924)                         | São Paulo             |
| Juventus                         | 2 (1929 e 2005)                         | São Paulo             |
| Linense                          | 2 (1952 e 2010)                         | Lins                  |
| Marília                          | 2 (1971 e 2002)                         | Marília               |
| Mogi Mirim                       | 2 (1985 e 1995)                         | Mogi Mirim            |
| Red Bull Bragantino              | 2 (1965 e 1988)                         | Bragança Paulista     |
| Rio Branco                       | 2 (1922 e 1923)                         | Americana             |
| Rio Claro                        | 2 (1928 e 1929)                         | Rio Claro             |
| São Caetano EC †                 | 2 (1928 e 1940)                         | São Caetano do Sul    |
| São Bernardo                     | 2 (2012 e 2021)                         | São Bernardo do Campo |
| São José                         | 2 (1972 e 1980)                         | São José dos Campos   |
| Taquaritinga                     | 2 (1982 e 1992)                         | Taquaritinga          |
| Velo Clube                       | 2 (1925 e 2024)                         | Rio Claro             |
| XV de Jaú                        | 2 (1951 e 1976)                         | Jaú                   |
| Antarctica †                     | 1 (1930)                                | São Paulo             |
| Atlético Sant'Anna †             | 1 (1926)                                | São Paulo             |
| CA Audax †                       | 1 (1923)                                | São Paulo             |
| Bauru †                          | 1 (1946)                                | Bauru                 |
| Bandeirante                      | 1 (1986)                                | Birigui               |
| Batatais                         | 1 (1945)                                | Batatais              |
| Catanduvense                     | 1 (1974)                                | Catanduva             |
| Campinas FC †                    | 1 (1934)                                | Campinas              |
| Comercial                        | 1 (1958)                                | Ribeirão Preto        |
| Corinthians Jundiaiense †        | 1 (1920)                                | Jundiaí               |
| EC Corinthians †                 | 1 (1959)                                | Presidente Prudente   |
| Corinthians de Santo André †     | 1 (1939)                                | Santo André           |
| EC Elvira †                      | 1 (1926)                                | Jacareí               |
| Esportiva Guaratinguetá †        | 1 (1960)                                | Guaratinguetá         |
| Fábricas Orion †                 | 1 (1933)                                | São Paulo             |
| Ferroviária de Pindamonhangaba † | 1 (1934)                                | Pindamonhangaba       |
| Floresta AC †                    | 1 (1929)                                | Amparo                |
| Francana                         | 1 (1977)                                | Franca                |
| Graphica Paulista †              | 1 (1922)                                | São Paulo             |
| Grêmio Barueri                   | 1 (2006)                                | Barueri               |
| AA Guanabara †                   | 1 (1937)                                | São Paulo             |
| Ituano                           | 1 (1989)                                | Itu                   |
| Jabaquara                        | 1 (1927)                                | Santos                |
| Light & Power †                  | 1 (1942)                                | São Paulo             |
| Matonense                        | 1 (1997)                                | Matão                 |
| Minas Gerais †                   | 1 (1917)                                | São Paulo             |
| Monte Azul                       | 1 (2009)                                | Monte Azul Paulista   |
| Oeste                            | 1 (2003)                                | Barueri               |
| Olímpia                          | 1 (1990)                                | Olímpia               |
| Ordem e Progresso †              | 1 (1934)                                | São Paulo             |
| Paraguaçuense                    | 1 (1993)                                | Paraguaçu Paulista    |
| Primeiro de Maio †               | 1 (1926)                                | Santo André           |
| Prudentina †                     | 1 (1961)                                | Presidente Prudente   |
| Radium                           | 1 (1950)                                | Mococa                |
| São Bento                        | 1 (1962)                                | Sorocaba              |
| São Cristovão †                  | 1 (1945)                                | São Paulo             |
| São Geraldo †                    | 1 (1929)                                | São Paulo             |
| Tramway Cantareira †             | 1 (1938)                                | São Paulo             |
| União Barbarense                 | 1 (1998)                                | Santa Bárbara d'Oeste |
| União Brasil †                   | 1 (1916)                                | São Paulo             |
| União Lapa †                     | 1 (1927)                                | São Paulo             |
| União São João                   | 1 (1987)                                | Araras                |
| União Vasco da Gama FC †         | 1 (1944)                                | São Paulo             |
| Voluntários da Pátria †          | 1 (1927)                                | São Paulo             |

- Em "†", estão os clubes licenciados do futebol profissional ou extintos.

## Estatísticas

### Federações
Era amadora da A2 (1916-1946)
- LPF - Liga Paulista de Foot-Ball (1901-1917)
- APEA - Associação Paulista de Esportes Atléticos (1913-1937, anteriormente APSA - Associação Paulista de Sports Athleticos)
- LAF - Liga dos Amadores de Futebol  (1926-1930)

- FPF - Federação Paulista de Football (1933-1934, sem vínculo com a atual)
- LPF - Liga Paulista de Futebol (1934-1941, fundada como "LBF - Liga Bandeirante de Futebol" em 1934, alterou o nome para "LPF - Liga Paulista de Futebol" em 1935, para "LFP - Liga de Futebol Paulista" em 1937 e por fim, passa a se chamar "LFESP - Liga de Futebol do Estado de São Paulo" em 1938)
- FPFA - Federação Paulista de Futebol Amador (1936-1941, foi incorporada pela atual FPF em 1941)
- LFESP - Liga de Futebol do Estado de São Paulo (1934-1941)

Era Profissional da A2 (desde 1947)
- FPF - Federação Paulista de Futebol (1941-atualmente)

### Nomenclatura do campeonato
| Federação responsável | Nome do campeonato | Período |
| --------------------- | --- | --- |
| LPF                   | Secção B | 1916 |
| APEA                  | Segunda Divisão (Capital) Campeonato do Interior Primeira Divisão (Capital) Divisão do Interior - Série Campineira Divisão do Interior - Série Santista | 1917 a 1927 1918 a 1931 1928 a 1934 1932 a 1934                                                                        |
| LAF                   | Segunda Divisão (Capital) Campeonato do Interior Pri. Divisão - Série Intermediária (capital) Divisão Santista - Série Principal Divisão Intermediária (capital) Divisão do Interior - Região Paulista Divisão do Interior - Região Mogiana Divisão do Interior - Região Central Divisão Santista Div. do Interior - Reg. Paulista-Mogiana Divisão do Interior - Região Litoral | 1926 1926 e 1927 1927 1928 e 1929 1928 1929                                                                            |
| FPF (extinta)         | Divisão do Interior | 1934 |
| LPF                   | Divisão Intermediária | 1935 |
| FPFA                  | Campeonato Amador da Capital | 1936 a 1940 |
| LFESP                 | Divisão Intermediária | 1938 a 1940 |
| FPF                   | Divisão Principal de Amadores (Capital) Divisão do Interior Divisão Profissional do Interior Segunda Divisão Profissional Primeira Divisão Profissional Divisão Intermediária Segunda Divisão Divisão Especial Divisão Intermediária Primeira Divisão - Série A2 | 1941 a 1946 1942 a 1946 1947 1948 a 1959 1960 a 1976 1977 a 1979 1980 a 1986 1987 a 1990 1991 a 1993 1994 - atualmente |